# Marcos Tenorio
Marcos José Tenorio Ângulo (10 de fevereiro de 1993) é um jogador de vôlei de praia equatoriano.

## Carreira
Em 2014, estava compondo dupla com Pedro Jaramillo na etapa de Esmeraldas (cidade) pelo circuito sul-americano da temporada 2014-15 e estiveram juntos em 2015 na etapa de Montevidéu e em La Guaira.Em 2016, esteve ao lado de Bryan Valdivieso Gorozabel na etapa de Santa Cruz de La Sierra
Em 2017, formou dupla com Joel Banguera Del Castillo na etapa de San Fernando de Apure do circuito sul-americano e na edição dos Jogos Bolivarianos de 2017; já na temporada de 2018 esteve ao lado de Ronald Quiñones nas etapas do referido circuito:Rosário (Argentina), Coquimbo, Cañete, Santa Cruz Cabrália e Montevidéu. Em 2019, voltou a formar dupla com Joel Banguera Del Castillo na etapa do circuito sul-americano em São Francisco do Sul, depois, ao lado de Danny León, disputou a etapa de Lima do Circuito Sul-Americano, depois, conquistaram o terceiro lugar na etapa de Mar del Plata da Continental Cup e disputaram os Jogos Sul-Americanos de Praia de 2019.
Na temporada de 2020, esteve ao lado de Pedro Jaramillo na etapa de Montevidéu da Continental Cup e terminaram na quarta posição, ainda competiram na primeira etapa de Coquimbo e na segunda etapa de Lima, ambas pelo circuito sul-americano. Com Pedro Jaramillo disputou o Finals CSV de 2019-20, disputado em 2021 em Santiago, e estiveram nesta cidade também para o início do circuito sul-americano de 2021-22, e com Ronald Quiñones disputou as etapas de San Juan (Argentina) e Montevidéu.Ainda em 2022, formou dupla com Joffre Jurado e disputou a etapa de Mollendo e conquistaram a quarta posição, além de estarem no Finals CSV 2021-22, quando finalizaram na décima terceira posição, e disputaram os Jogos Bolivarianos de 2022 em Valledupar e terminaram na quarta posição.
Em 2023, retoma a parceria com Danny León para o Circuito Sul-Americano, nas etapas de San Juan (Argentina), Malargüe, Santiago e Río Hondo, disputaram o Finals CSV 2022-23 em Uberlândia, obtendo o quinto lugar, estiveram na edição dos Jogos Sul-Americanos de Praia de 2023, quando alcançaram a nona posição.Disputaram a edição do Campeonato Mundial de Vôlei de Praia de 2023 nas cidades mexicanas de Tlaxcala de Xicohténcatl,  Apizaco e Huamantla terminaram em trigésimo terceiro lugar e alcançaram o sétimo lugar nos Jogos Pan-Americanos de 2023.

## Títulos e resultados
- Jogos Bolivarianos de 2022
- Etapa de Mollendo do Circuito Sul-Americano de 2022